# Raninidae
Raninidae (лат.) — семейство десятиногих крабов из надсемейства Raninoidea секции Raninoida инфраотряда Brachyura.
Большинство ученых считают их довольно примитивными. Они очень похожи на (не родственных им) раков-кротов из-за параллельной эволюции. В обеих группах клешни превращаются в орудия для рытья, а тело имеет округлую форму, чтобы было удобнее зарываться в песок. В отличие от большинства других настоящих крабов, брюшки Raninidae не скрыты под карапаксом.
Наиболее ранние ископаемые представители Raninidae известны из альбского яруса.

## Классификация
Семейство включает 46 современных и 183 вымерших видов в 34 родах в 7 подсемействах:

| - Подсемейство Cyrthorhininae - Cyrtorhina - Подсемейство Lyreidinae - †Hemioon - †Lyreidina - Lyreidus - Lysirude - †Rogueus - †Macroacaena - †Tribolocephalus - Подсемейство Notopodinae - Cosmonotus - †Eumorphocorystes - †Lianira - †Lovarina - Notopus - †Ranidina - †Raniliformis - Ranilia - Umalia - Подсемейство Ranininae - †Lophoranina - Ranina - †Raninella | - Подсемейство Raninoidinae - †Bicornisranina - †Cenocorystes - †Cristafrons - Notopoides - Notosceles - †Quaslaeviranina - Raninoides - Подсемейство Palaeocorystinae - †Cretacoranina - †Eucorystes - †Heus - †Notopocorystes - Подсемейство Symethinae - Symethis - incertae sedis - †Araripecarcinus - †Sabahranina |